# Oberstranach
Oberstranach ist eine Ortschaft in der Gemeinde Guttaring im Bezirk Sankt Veit an der Glan in Kärnten (Österreich). Die Ortschaft hat 1 Einwohner (Stand 1. Jänner 2024).

## Lage
Die nur auf unbefestigten Wegen erreichbare Ortschaft liegt auf etwa 1160 m Seehöhe im Guttaringer Bergland, am Ostrand der Katastralgemeinde Guttaringberg, etwa 3 km südöstlich von Dobritsch. Die Ortschaft besteht aus den Höfen Hansl und Bartl.

## Geschichte
Auf dem Gebiet der Steuergemeinde Guttaringberg liegend, gehörte die Ortschaft in der ersten Hälfte des 19. Jahrhunderts zum Steuerbezirk Althofen (Herrschaft und Landgericht). Bei Gründung der Ortsgemeinden 1850 kam sie an die Gemeinde Guttaring. Am 11. Juli 1934 brannten einige Nebengebäude des Bartlhofs ab. Mitte des 20. Jahrhunderts wurde die Siedlung vorübergehend nicht als eigene Ortschaft ausgewiesen.

## Bevölkerungsentwicklung
Für die Ortschaft ermittelte man folgende Einwohnerzahlen:
- 1869: 2 Häuser, 22 Einwohner[3]
- 1880: 2 Häuser, 14 Einwohner[4]
- 1890: 2 Häuser, 12 Einwohner[5]
- 1900: 2 Häuser, 14 Einwohner[6]
- 1910: 2 Häuser, 12 Einwohner[7]
- 1923: 2 Häuser, 16 Einwohner[8]
- 1934: 14 Einwohner[9]
- 1961: nicht als Ortschaft ausgewiesen.[10]
- 2001: 3 Gebäude (davon 2 mit Hauptwohnsitz) mit 2 Wohnungen; 4 Einwohner und 2 Nebenwohnsitzfälle; 2 Haushalte; 0 Arbeitsstätten, 0 land- und forstwirtschaftliche Betriebe[11]
- 2011: 2 Gebäude, 1 Einwohner, 1 Haushalt, 0 Arbeitsstätten[12]
- 2021: 2 Gebäude, 9 Einwohner, 1 Haushalt, 0 Arbeitsstätten[13]